# Барракан (Риу-Гранди-ду-Сул)
Барракан (порт. Barracão) — муниципалитет в Бразилии, входит в штат Риу-Гранди-ду-Сул. Составная часть мезорегиона Северо-запад штата Риу-Гранди-ду-Сул. Входит в экономико-статистический микрорегион Санандува. Население составляет 5306 человек на 2007 год. Занимает площадь 516,288 км². Плотность населения — 9,9 чел./км².

## История
Город основан 30 мая 1964 года.

## Статистика
- Валовой внутренний продукт на 2003 составляет 59.596.914,00 реалов (данные: Бразильский институт географии и статистики).
- Валовой внутренний продукт на душу населения на 2003 составляет 11.170,93 реалов (данные: Бразильский институт географии и статистики).
- Индекс развития человеческого потенциала на 2000 составляет 0,737 (данные: Программа развития ООН).